# Художественный музей Яньхуан
Яньхуан (кит. трад. 炎黃藝術館, упр. 炎黄艺术馆, пиньинь Yánhuáng Yìshù Guǎn) — художественный музей, открыт в Пекине 28 сентября 1991 года.

## О музее
Музей Яньхуан — первый в Китае крупный музей, открытый на частные средства. Инициатором создания музея выступил известный современный китайский художник Хуан Чжоу, который специально для сбора средств на создание музея в 1988 году основал Художественный Фонд Хуан Чжоу.
Открытие музея состоялось 28 сентября 1991 года. Основой коллекции музея изначально стала личная коллекция Хуан Чжоу, в которую входили, в том числе, художественные и каллиграфические работы классических китайских художников и каллиграфов.
В музее работают выставочные залы как для постоянной экспозиции, так и для временных выставок. Есть специальные кабинеты для обработки произведений искусства.
За время работы музея в нем проходили такие выставки, как «Выставка произведений известных художников на двух берегах Тайваньского пролива», «Выставка произведений Ли Кэжаня», «Выставка произведений восьми необычных талантливых художников из города Яньчжоу», «Выставка произведений Репина и других художников того времени», «Выставка каллиграфических и художественных произведений по поводу возвращения Аомыня в лоно Родины», «Выставка найденного в волости Цзиндэчжэнь дворцового фарфора династий Юань и Мин», «Выставка художественных работ Вэнь Идо».

## Адрес
Музей расположен в Пекине на территории Деревни Азиатской спартакиады, улица Хуэйчжунлу, дом 9.
Телефон: +86 (10) 64912902; 64913171.

## Проезд
Проезд троллейбусом маршрута 108 или автобусом маршрутов 328, 358, 380, 387, 406, 702, 713, 727, 849, 850 до остановки «Музей Яньхуан».

## Время работы
Музей открыт с 9.00 до 16.30 ежедневно, кроме понедельника.